# David W. Zucker
David W. Zucker är en amerikansk TV-producent. Han är chef för TV-avdelningen på Scott Free Productions.

## Filmografi (i urval)
- 2005 – Numb3rs (TV-serie)
- 2009–2016 – The Good Wife (TV-serie)
- 2018 – The Terror (TV-serie)
- 2020–2022 – Raised by Wolves (TV-serie)
- 2023 – Great Expectations (TV-serie)
- 2025 – Prime Target (TV-serie)
- 2025 – Dope Thief (TV-serie)